# John Sebright, VI baronetto

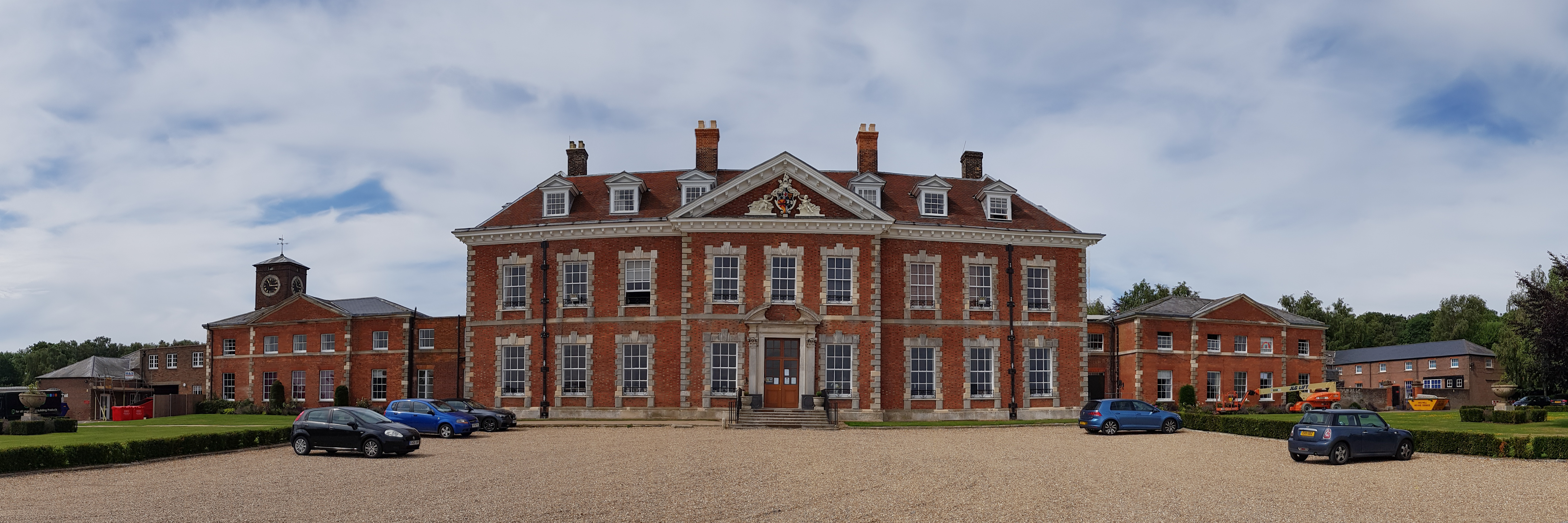
Beechwood Park, la sua residenza

Sir John Sebright (19 ottobre 1725 – 23 febbraio 1794) è stato un ufficiale inglese.

## Biografia
Sir John era il figlio minore di Thomas Sebright, IV baronetto e Henrietta Dashwood. Nel 1761 succedette al fratello maggiore nel titolo di baronetto, a causa della sua morte, e di conseguenza anche nella tenuta di Beechwood Park nell'Hertfordshire.
Sir John è stato il colonnello dell'83º Reggimento di Fanteria dal 1758 al 1760, per poi diventarlo anche del 52°, dal 1760 al 1762. Nel 1762 fu promosso colonnello del 18º reggimento di fanteria (Royal Irish), posizione che mantenne fino alla sua morte. Venne promosso a generale a pieno titolo il 20 novembre 1782.
Venne eletto deputato di Bath nel 1763, fu sconfitto nel 1774, ma ritornò in elezioni suppletive pochi mesi dopo, rimanendo in carica fino al 1780.
John era un caro amico dello statista e scrittore irlandese Edmund Burke. Nel 1765, durante una visita alla casa di Sebright a Beechwood Park, Burke si imbatté in un numero considerevole di manoscritti irlandesi medievali nella biblioteca. I manoscritti erano stati donati al padre di Sebright dall'antiquario e filologo Edward Lhuyd che li aveva acquistati durante un tour dell'Irlanda nel 1700. Nel 1786 questi furono lasciati in eredità alla biblioteca del Trinity College di Dublino formando la base delle collezioni di manoscritti irlandesi del college. I manoscritti presentati da Sebright includevano il Yellow Book di Lecan e il Libro di Leinster.
Nel 1766 sposò Sarah Knight, figlia di Edward Knight ed Elizabeth James, ed ebbe da lei 2 figli e 2 figlie. Il loro figlio maggiore, Sir John Sebright (si chiamava come il padre), ereditò il titolo di baronetto diventando così il 7° della famiglia Sebright a ricevere questo titolo. La loro figlia Henrietta Sebright sposò invece Henry Lascelles, conte di Harewood.